# Stenotomus
Genre
Stenotomus est un genre de poissons perciformes, constitué d'espèces de spares.

## Liste des espèces
Selon FishBase (29 janv. 2016) et World Register of Marine Species (29 janv. 2016) :
- Stenotomus caprinus (Jordan et Gilbert, 1882) - Spare épineux
- Stenotomus chrysops (Linnaeus, 1766) - Spare doré